# I'll Be Home for Christmas
I'll Be Home for Christmas è una canzone natalizia statunitense, scritta nel 1943 da Buck Ram, Kim Gannon e Walter Kent (melodia). Venne incisa nello stesso anno da Bing Crosby assieme alla John Scott Trotter Orchestra per la Decca Records e risultò un successo – visto il titolo che significa “Tornerò a casa per Natale”– tra i cittadini e i soldati statunitensi che si trovavano nel pieno della seconda guerra mondiale, tanto da far guadagnare a Crosby il suo quinto disco d'oro.
In seguito, divenne una canzone natalizia quasi tradizionale e venne incisa anche da Perry Como nel 1946 e da Frank Sinatra nel 1957, da Bob Dylan nel 2009 e poi da numerosi altri cantanti.

## Testo
La canzone parla di una persona, evidentemente lontana dai propri cari, che si augura di tornare a casa per il giorno di Natale e lo comunica quasi come in una lettera indirizzata a casa, "lettera" in cui invita i propri familiari (o un proprio familiare) a mantenere - nonostante il loro (o il suo) dispiacere per la sua lontananza - comunque le proprie tradizioni natalizie.